# Bernard Anquetil
Bernard Jules Eugène Anquetil (Bernières-d'Ailly, 20 dicembre 1916 – Suresnes, 24 ottobre 1941) è stato un militare francese, tra i primi ad aderire al movimento di resistenza francese. Dichiarato Mort pour la France, e citato all'Ordine del giorno dell'Armata navale,  fu insignito postumo dell'Ordre de la Libération, della Croix de guerre 1939-1945 con palma e della Médaille de la Résistance con rosetta.

## Biografia
Nacque il 20 dicembre 1916 a Bernières-d'Ailly, Calvados, figlio di Jules e di Eugénie Lebreton, di professione casari. Si arruolò nella Marine nationale il 29 novembre 1936, venendo promosso marinaio radiotelegrafista l'anno seguente. Promosso quartiermastro radiotelegrafista, all'inizio del 1940 fu assegnato a bordo del sottomarino Ouessant che salpò da Brest per una campagna operativa di sei mesi nel Mar dei Caraibi. Al suo ritorno in Francia, il 19 giugno 1940, i tedeschi conquistarono il porto facendo prigioniero l'intero equipaggio che fu assegnato ai lavori agricoli nell'Aisne.
Una volta smobilitato nel luglio 1940 si stabilì ad Angers (Maine e Loira) dove trovò lavoro come riparatore di radio. Nell'aprile 1941, l'ex secondo in comando a bordo dello Ouessant, il tenente Jean Philippon, allora di stanza all'Arsenale di Brest, lo raccomandò a Gilbert Renault, alias "Rémy", un agente dei servizi segreti gollisti che si era impegnato a creare una rete che sarebbe diventata la "Confrérie Notre-Dame". Fu così che, con lo pseudonimo di "Lhermite", divenne il primo operatore radio del colonnello Rémy.
Iniziò trasmettendo dall'ospedale di Thouars (Deux-Sèvres), sito nella zona libera, con l'aiuto di due medici, André Chauvenet e André Colas. Poi si trasferì nella Zona Nord e poi si stabilì presso la famiglia Combes in rue des Basses Perrières a Saumur, con una stazione radio trasmittente-ricevente e continuò a trasmettere a Londra le informazioni raccolte dagli agenti di Rémy, riguardanti i porti della Costa Atlantica, da Brest a Hendaye. Le informazioni riguardavano in particolare anche i movimenti delle navi della Kriegsmarine, comprensivi di quelli della nave da battaglia Bismarck, poi affondata il 27 maggio 1941.
Il tenente Philippon aveva appreso che l'incrociatore da battaglia Scharnhorst stava per lasciare il porto di Brest, e Rémy gli chiese, il 19 luglio 1941, di trasmettere l'informazione a Londra, il che permise alla Royal Air Force di preparare un attacco che danneggiò pesantemente lo Scharnhorst il 25 luglio.
Proprio questa trasmissione consentì al controspionaggio tedesco e al suo servizio radiogoniometrico di mettersi sulle sue tracce. Il 31 luglio 1941 gli agenti del controspionaggio tedesco irruppero nella casa di Saumur mentre i resistenti erano al lavoro. Egli riuscì a distruggere il messaggio che stava inviando e a lanciare la sua radio fuori dalla finestra per renderla inutilizzabile. Mentre cercava di fuggire, un poliziotto tedesco gli sparò ferendolo, e fu così catturato.
Dapprima incarcerato e curato nel carcere di Pré-Pigeon ad Angers, fu poi trasferito nel carcere di Fresnes (Seine, Val-de-Marne) interrogato dagli specialisti dei servizi speciali tedeschi.
Rifiutatosi ostinatamente di rivelare loro l'origine delle informazioni che aveva trasmesso, il 15 ottobre 1941 fu portato davanti alla corte marziale che lo condannò a morte per spionaggio. Dopo la lettura della sentenza, il presidente del tribunale di guerra cercò un'ultima volta di corromperlo promettendogli salva la vita se avesse rivelato l'origine dei messaggi inviati. Rifiutando ogni collaborazione, il 24 ottobre 1941 fu fucilato presso la fortezza di Mont Valérien, Suresnes, con Roger Bonnand, Paul Grossin, Paul Keller e Alfred Henry. Nell'ultima lettera inviata a suo padre, gli scrisse: Ti chiedo di non vergognarti di me.
Il corpo di Bernard Anquetil fu inizialmente sepolto nel cimitero parigino di Ivry-sur-Seine (Seine, Val-de-Marne) il 24 ottobre 1941, divisione 39, linea 4, n° 36, e poi trasferito il 7 ottobre 1947 nella tomba di famiglia a Colleville-sur-Mer.
La menzione Mort pour la France gli fu attribuita dal Segretariato generale degli Anziani Combattenti il 9 settembre 2005.
Il suo nome compare sulla campana del Memoriale della Francia Combattente a Mont-Valérien e sui monumenti ai caduti di diverse città: Saumur, Bayeux, Colleville-sur-Mer, Saint-Laurent-sur-Mer e Trevières. Questi ultimi due comuni gli hanno anche intitolato una via. A Saumur, una targa ne perpetua la memoria, così come nel vecchio ospedale di Thouars. Infine, uno avviso della Marina francese, classe A-69, commissionato nel 1978 e dismesso nel 2000 era stato battezzato Quartier-Maître Anquetil.